# Brandon Servania
Brandon Iván Servania (* 12. März 1999 in Birmingham, Alabama) ist ein US-amerikanischer Fußballspieler puerto-ricanischer Abstammung.

## Karriere

### Verein
Servania kam 2015 in die Akademie des FC Dallas. 2017 ging er an die Wake Forest University und spielte dort College Soccer. Er kam für das College-Team, die Demon Deacons, 21-mal zum Einsatz und erzielte 3 Tore. Zur Saison 2018 kehrte er zum FC Dallas zurück. Im Mai 2018 wurde er in die USL an die Tulsa Roughnecks verliehen. Für Tulsa kam er während der Leihe zu 16 Einsätzen in der USL.
Zur Saison 2019 kehrte er wieder zu Dallas zurück. Nach seiner Rückkehr debütierte er im April 2019 in der Major League Soccer. In der Saison 2019 kam er zu 18 Einsätzen in der MLS, zudem spielte er viermal für das Farmteam North Texas SC in der drittklassigen USL League One. In der Saison 2020 absolvierte der Mittelfeldspieler zwölf Partien in der MLS.
Im Januar 2021 absolvierte Servania gemeinsam mit Justin Che, Ricardo Pepi, Dante Sealy, Edwin Cerrillo und Thomas Roberts unter Martín Demichelis ein dreiwöchiges Probetraining bei den A-Junioren (U19) des Kooperationsvereins FC Bayern München. Anschließend wechselte er im Februar 2021 leihweise zum österreichischen Bundesligisten SKN St. Pölten. Bis zum Ende der Leihe kam er zu zehn Einsätzen in der Bundesliga für den SKN, mit dem er zu Saisonende allerdings aus der höchsten Spielklasse abstieg.
Zum 1. Juli 2021 kehrte Servania zum FC Dallas zurück und kam bis zum Ende der Saison 2021 14-mal in der MLS zum Einsatz. Ab der Saison 2023 spielte Servania zwei Jahre bei Toronto FC. Zur Saison 2025 wechselte Servania innerhalb der MLS zu D.C. United.

### Nationalmannschaft
Servania kam zwischen 2016 und 2017 zu neun Einsätzen für die US-amerikanische U-18-Auswahl. Mit dem U-20-Team nahm er 2018 an der CONCACAF U-20-Meisterschaft teil. Während des Turniers kam er zu sechs Einsätzen, mit den US-Amerikanern gewann er das Turnier auch. Dadurch qualifizierten sich die USA auch für die WM im folgenden Jahr, für die Servania ebenfalls nominiert wurde. Bei der WM kam er zu vier Einsätzen, die USA schieden im Viertelfinale aus.
Im Februar 2020 debütierte er für die A-Nationalmannschaft, als er einem Testspiel gegen Costa Rica in der 66. Minute für Brenden Aaronson eingewechselt wurde.

## Persönliches
Sein Bruder Jaden (* 2001) ist ebenfalls Fußballspieler, spielt allerdings im Gegensatz zu Brandon für die puerto-ricanische Nationalmannschaft.